# Campionati europei di ginnastica artistica femminile
I Campionati europei femminili di ginnastica artistica (in inglese European Women's Artistic Gymnastics Championships) sono una competizione continentale riservata alla categoria femminile, che assegna il titolo di campionessa europea di ginnastica artistica, sia nei vari concorsi individuali, che nel concorso a squadre nazionali.
Sono organizzati annualmente dal 1957; dal 1985 sono organizzati dalla federazione continentale, la Union Européenne de Gymnastique.

## Storia
Per lungo tempo le gare hanno avuto una graduatoria solamente individuale; dalla XX edizione (1994) è stata introdotta la competizione a squadre nella categoria all-around.
Dal 2005, negli anni dispari non si disputano più le prove a squadre e le gare di categoria junior: l'evento è dedicato ai singoli ginnasti, inserendo nel programma solo il concorso generale e le finali di specialità; questi campionati europei individuali di ginnastica artistica hanno una numerazione propria.

### Edizioni
| Anno | Edizione           | Stato            | Città             |
| ---- | ------------------ | ---------------- | ----------------- |
| 1957 | I                  | Romania          | Bucarest          |
| 1959 | II                 | Polonia          | Cracovia          |
| 1961 | III                | Germania Est     | Lipsia            |
| 1963 | IV                 | Francia          | Parigi            |
| 1965 | V                  | Bulgaria         | Sofia             |
| 1967 | VI                 | Paesi Bassi      | Amsterdam         |
| 1969 | VII                | Svezia           | Landskrona        |
| 1971 | VIII               | Unione Sovietica | Minsk             |
| 1973 | IX                 | Regno Unito      | Londra            |
| 1975 | X                  | Norvegia         | Skien             |
| 1977 | XI                 | Cecoslovacchia   | Praga             |
| 1979 | XII                | Danimarca        | Copenaghen        |
| 1981 | XIII               | Spagna           | Madrid            |
| 1983 | XIV                | Svezia           | Göteborg          |
| 1985 | XV                 | Finlandia        | Helsinki          |
| 1987 | XVI                | Unione Sovietica | Mosca             |
| 1989 | XVII               | Belgio           | Bruxelles         |
| 1990 | XVIII              | Grecia           | Atene             |
| 1992 | XIX                | Francia          | Nantes            |
| 1994 | XX                 | Svezia           | Stoccolma         |
| 1996 | XXI                | Regno Unito      | Birmingham        |
| 1998 | XXII               | Russia           | San Pietroburgo   |
| 2000 | XXIII              | Francia          | Parigi            |
| 2002 | XXIV               | Grecia           | Patrasso          |
| 2004 | XXV                | Paesi Bassi      | Amsterdam         |
| 2005 | I (individuali)    | Ungheria         | Debrecen          |
| 2006 | XXVI               | Grecia           | Volo              |
| 2007 | II (individuali)   | Paesi Bassi      | Amsterdam         |
| 2008 | XXVII              | Francia          | Clermont-Ferrand  |
| 2009 | III (individuali)  | Italia           | Milano            |
| 2010 | XXVIII             | Regno Unito      | Birmingham        |
| 2011 | IV (individuali)   | Germania         | Berlino           |
| 2012 | XXIX               | Belgio           | Bruxelles         |
| 2013 | V (individuali)    | Russia           | Mosca             |
| 2014 | XXX                | Bulgaria         | Sofia             |
| 2015 | VI (individuali)   | Francia          | Montpellier       |
| 2016 | XXXI               | Svizzera         | Berna             |
| 2017 | VII (individuali)  | Romania          | Cluj-Napoca       |
| 2018 | XXXII              | Regno Unito      | Glasgow           |
| 2019 | VIII (individuali) | Polonia          | Stettino          |
| 2020 | XXXIII             | Turchia          | Mersin            |
| 2021 | IX (individuali)   | Svizzera         | Basilea           |
| 2022 | XXXIV              | Germania         | Monaco di Baviera |
| 2023 | X (individuali)    | Turchia          | Adalia            |
| 2024 | XXXV               | Italia           | Rimini            |

## Medagliere
Aggiornato ai Campionati europei di Monaco 2022. Include le medaglie dei campionati individuali.
| Pos.   | Paese            | Oro | Argento | Bronzo | Totale |
| ------ | ---------------- | --- | ------- | ------ | ------ |
| 1      | Romania          | 60  | 67      | 55     | 171    |
| 2      | Unione Sovietica | 48  | 37      | 27     | 112    |
| 3      | Russia           | 45  | 31      | 31     | 107    |
| 4      | Germania Est     | 10  | 15      | 21     | 46     |
| 5      | Ucraina          | 11  | 11      | 18     | 40     |
| 5      | Gran Bretagna    | 16  | 19      | 5      | 40     |
| 6      | Italia           | 13  | 9       | 10     | 32     |
| 7      | Francia          | 10  | 7       | 10     | 27     |
| 8      | Cecoslovacchia   | 11  | 2       | 10     | 23     |
| 9      | Paesi Bassi      | 3   | 9       | 7      | 19     |
| 10     | Germania         | 1   | 5       | 7      | 13     |
| 11     | Bulgaria         | 0   | 3       | 7      | 10     |
| 11     | Ungheria         | 3   | 2       | 5      | 10     |
| 12     | Svezia           | 2   | 4       | 2      | 8      |
| 12     | Svizzera         | 3   | 0       | 5      | 8      |
| 12     | Spagna           | 0   | 3       | 5      | 8      |
| 13     | Jugoslavia       | 2   | 2       | 2      | 6      |
| 13     | Belgio           | 2   | 1       | 3      | 6      |
| 14     | Polonia          | 2   | 0       | 2      | 4      |
| 15     | Germania Ovest   | 0   | 0       | 3      | 3      |
| 15     | Bielorussia      | 1   | 2       | 0      | 3      |
| 16     | Cecoslovacchia   | 0   | 1       | 0      | 1      |
| 16     | Azerbaigian      | 0   | 1       | 0      | 1      |
| 16     | Grecia           | 0   | 0       | 1      | 1      |
| Totale | Totale           | 200 | 190     | 204    | 594    |